# Leffe

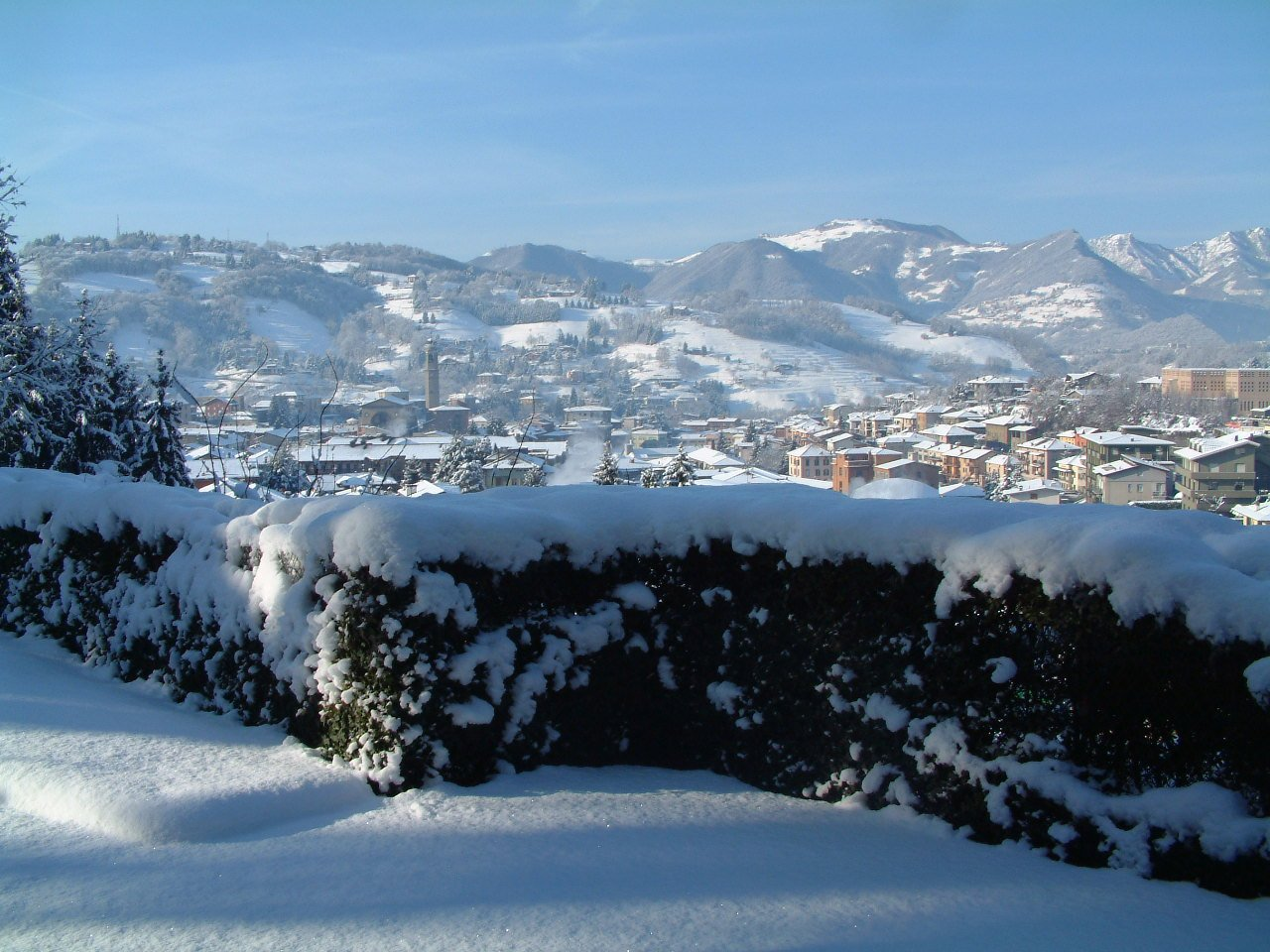
Leffe.

Leffe là một đô thị gần Alps ở Lombardia, Italia. Đô thị này cách Milano 80 km, thuộc tỉnh Bergamo. Thị xã này có ngành công nghiệp dệt.

## Biến động dân số
- Mapquest - Leffe